# 乌格诺沃耶村委员会
乌格诺沃耶村委员会（俄语：Угловский сельсовет）是俄罗斯联邦阿穆尔州马扎诺沃区所属的一个村委员会。其下辖有3个居民点，行政中心为乌格诺沃耶。据2016年统计，该村委员会的人口为660人。